# Воскресенское (Черниговская область)
Воскресе́нское (укр. Воскресенське) – село, расположенное на территории Варвинского района Черниговской области (Украина) на левом берегу реки Удай.